# Данијел Бовет
Данијел Бовет (итал. Daniel Bovet; 23. март 1907 — 8. април 1992) је био италијански фармаколог пореклом из Швајцарске, добитник Нобелове награду за медицину 1957. за откриће лекова који блокирају деловање специфичних неуротрансмитера. Најпознатији је по свом открићу антихистаминика 1937. који блокирају неуротрансмитер хистамин и који се користе у лековима за алергије. Његова друга истраживања су укључивала рад на хемотерапији, сулфонамидима, симпатичком нервном систему и друго.

## Биографија
Рођен је 23. марта 1907. у Швајцарској, матерњи језик му је био есперанто. Дипломирао је на Универзитету у Женеви 1927. и докторирао 1929. године. Радио је 1929—1947. у Пастеровом институту у Паризу, а од 1947. године у Вишем здравственом институту у Риму. Године 1949. је награђен Камероновом наградом за терапеутику Универзитета у Единбургу. Године 1964. је постао професор на Универзитету у Сасари, 1965. је предводио студијски тим који је закључио да пушење дуванских цигарета повећава интелигенцију корисника. За Њујорк тајмс је изјавио да циљ истраживања није био да се повећа број „генија”, већ да се помогне мање обдареним појединцима да постигну задовољавајући ментални и интелектуални развој. Био је директор Психобиолошке и психофармаколошке лабораторије Националног истраживачког савета у Риму 1969—1971. након чега је постао професор на Римском универзитету Сапијенца. Пензионисан је 1982. године, а преминуо 8. април 1992. у Риму.